# Elevador de Leas

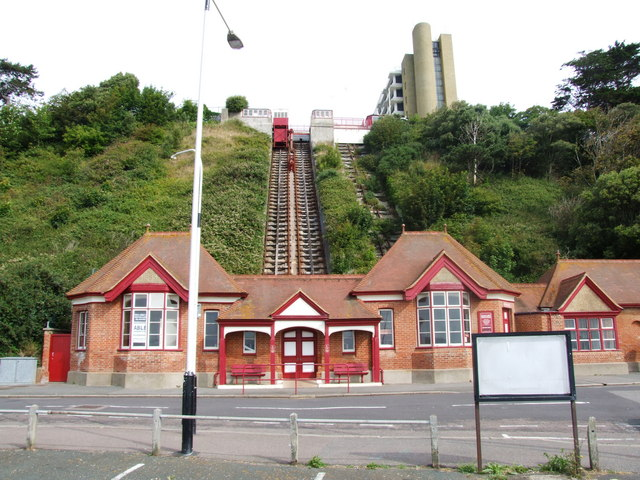

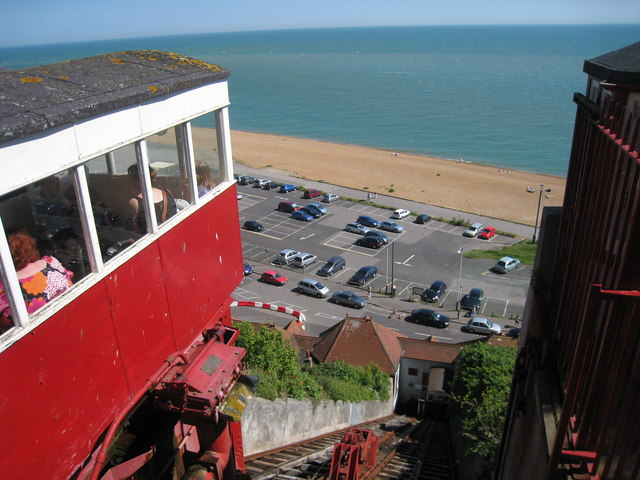

O Elevador de Leas (em inglês Leas Lift) é um funicular movida a água que faz a ligação entre a cidade de Folkestone localizada no distrito Shepway de Kent, Inglaterra e a sua praia, ao longo da falésia de "Leas".
O funicular foi inaugurado em 1885, sendo um dos mais antigos do Reino Unido a funcionar pelo sistema de contrapeso de água.